# Poliedrska grupa
|                          |                         |                          |
| Td, [3,3], *332          | Oh, [4,3], *432         | Ih, [5,3], *532          |
| T, [3,3]+, 332           | O, [4,3]+, 432          | I, [5,3]+, 532           |
| tetraedrska grupa red 12 | oktaedrska grupa red 24 | ikozaedrska grupa red 60 |

Poliedrska grupa je v geometriji vsaka od simetrijskih grup platonskih teles. Znane so tri poliedrske grupe:
- tetraedrska grupa reda 12, ki je simetrijska grupa pravilnega tetraedra.
- oktaedrska grupa reda 24, ki je vrtilna simetrijska grupa kocke in pravilnega oktaedra
- ikozaedrska grupa reda 60, ki je vrtilna simetrijska grupa pravilnega dodekaedra in pravilnega ikozaedra.

Simetrije, ki so dvojne za 24, 48, 120 veljajo za zrcalne grupe.

## Vir
- Coxeter, Harold Scott MacDonald (1973), »The Polyhedral Groups §3.5«, Regular Polytopes (3. izd.), New York: Dover Publications, str. 46–47, ISBN 0-486-61480-8